# ビジネス・イノベーション・技能省
ビジネス・イノベーション・技能省（ビジネス・イノベーション・ぎのうしょう、英語: Department for Business, Innovation and Skills, BIS）は、かつて存在したイギリスの行政機関の一つ。

## 概要
ゴードン・ブラウン政権下で行われた内閣改造に伴い、イノベーション・大学・技能省（Department for Innovation, Universities and Skills; DIUS）とビジネス・企業・規制改革省（Department for Business, Enterprise and Regulatory Reform; BERR）を統合して、2009年6月5日に設置された。
2016年7月にテリーザ・メイが首相就任後、エネルギー・気候変動省と統合して、ビジネス・エネルギー・産業戦略省となり廃止された。

## 所管分野
BISは、英国政府により策定される政策のうち、以下の分野について所管する。
- ビジネスの規制及び支援
- 会社法
- 競争
- 消費者行政
- コーポレート・ガバナンス
- 労使関係 (Industrial relations)
- 輸出認可
- 継続教育
- 高等教育
- イノベーション
- 債務超過
- 知的財産
- 宇宙空間
- 郵便事業
- 広域的・地域的な経済発展
- 科学および研究
- スキル
- 貿易
- 訓練